# Greg Capullo
Gregory Capullo, detto Greg (Schenectady, 30 marzo 1962), è un fumettista e illustratore statunitense.
Conosciuto principalmente per il suo lavoro su Quasar (1991-1992), X-Force (1992-1993), Angela (1994), Spawn (1993-1999; 2003-2004) e Batman (2011-2016); Greg Capullo ha anche pubblicato come artista indipendente due miniserie di tre numeri ciascuna dal titolo The Creech, presso la Image Comics.
Al di là dell'ambito fumettistico, Capullo ha illustrato gli album The Dark Saga e Something Wicked This Way Comes degli Iced Earth, Follow the Leader dei Korn e Ten Thousand Fists dei Disturbed. Inoltre, ha fatto parte del team creativo responsabile delle scene animate del film del 2002 The Dangerous Lives of Altar Boys.

## Biografia

### Giovinezza
Appassionato di disegno sin da piccolo, Capullo ricorda di aver disegnato Batman per la prima volta all'età di quattro anni. Il suo amore per il Cavaliere Oscuro l'ha accompagnato fino all'età adulta, considerando che la sua graphic novel preferita di casa DC Comics è Il ritorno del Cavaliere Oscuro di Frank Miller. Decise di diventare un artista di professione da giovanissimo, influenzato dai lavori di disegnatori quali John Buscema, Neal Adams, Gene Colan e Gil Kane. Le sue influenze al di fuori del mondo del fumetto furono principalmente Frank Frazetta, l'animatore Chuck Jones e Mort Drucker, caricaturista del Mad Magazine.

### Carriera
Il primo fumetto ufficialmente riconosciuto a Greg Capullo fu una pubblicazione intitolata Gore Shriek, selezionata ed edita dal piccolo editore FantaCo Enterprises con sede ad Albany (New York). Gore Shriek era un fumetto horror molto violento (sulla copertina veniva chiaramente invitata la fruizione di un solo pubblico adulto) e dalla rappresentazione figurativa molto forte e intensa. Una volta conclusasi la pubblicazione, grazie all'ottimo successo di quest'ultima, Capullo fu assunto dalla Marvel Comics dove iniziò lavorando su Quasar, X-Force e What If?. Il suo contratto con la Marvel durò per tre anni, per poi lavorare su nuovi progetti con altre case editrici.
Poco dopo l'assunzione in Marvel, Capullo aveva iniziato alcuni progetti minori esterni alla compagnia. Capullo partecipava alla creazione di diverse testate e accettava lavoro da chiunque avesse bisogno di un artista che completasse lavori incompleti di altri.
Nel frattempo, Todd McFarlane, che aveva abbandonato la Marvel per aprire la propria etichetta editoriale, la Image Comics, avendo notato Capullo per il suo lavoro su X-Force, lo convinse a diventare l'illustratore ufficiale del suo nuovo fumetto, Spawn. Il primo numero illustrato da Capullo fu il #16 e col #26 divenne il disegnatore ufficiale. Da quel momento l'artista ha disegnato cover e interni di numerose testate Image, tra cui vari tie-in e copertine alternative di Spawn, nonché la sua stessa miniserie, The Creech. Tra le altre cose, Capullo ha assistito McFarlane nella progettazione di due controller a tema Halo 3.
Greg Capullo fornisce i fondali di Haunt, sempre della Image, che fece il suo debutto nell'ottobre 2009, sostituendo col numero #6 il precedente artista addetto al lavoro, Ryan Ottley, con agli inchiostri Todd McFarlane.
Con l'intenzione di prendere parte del team artistico che avrebbe rilanciato le testate DC Comics nel 2011 (The New 52), Greg Capullo lasciò Haunt per la nuova testata Batman, a cui lavora al fianco di Scott Snyder.
The Art of Greg Capullo è un volume pubblicato da Image Comics dove si mostrano le caratteristiche peculiari dell'artista, con famose cover, matite mai mostrate al pubblico, esempi di primi lavori e sketch personali.
Il 9 settembre 2013 ha partecipato come giudice ospite alla nona puntata della terza stagione di Ink Master, "Skulls and Villains" ("Teschi e Cattivi").
Nell'aprile 2016 ha concluso la sua run su Batman con il numero 51 e iniziato la sua collaborazione con Mark Millar realizzando la miniserie Reborn per l'etichetta Millarworld. L'opera, di genere sci-fi/fantasy è distribuita dalla Image Comics dall'ottobre 2016.